# Fahad Khamees
Fahad Khamees (en árabe: فهد خميس مبارك‎; Dubái, Estados de la Tregua; 24 de enero de 1962) es un exfutbolista de los Emiratos Árabes Unidos que jugaba en la posición de delantero.

## Carrera

### Club
Jugó toda su carrera con el Al Wasl FC de 1980 a 1997 con el que anotó 175 goles, fue campeón nacional en seis ocasiones, dos títulos de copa y dos veces campeón nacional de goleo.

### Selección nacional
Jugó para Emiratos Árabes Unidos de 1981 a 1990 con la que anotó 28 goles en 68 partidos, participó en dos ediciones de la Copa Asiática y en la Copa Mundial de Fútbol de 1990, donde jugó ante Colombia y Yugoslavia.

## Logros

### Club
- UAE Pro League (6): 1981-82, 1982-83, 1984-85, 1987-88, 1991-92, 1996-97.
- Copa Presidente (1): 1986-87.
- Copa Federación de EAU (1): 1993.

### Individual
- Goleador de la UAE Pro League (2): 1982-83, 1984-85.
- Goleador de la Copa de Naciones del Golfo (1): 1986.